# 월성동 (대구)
월성동(月城洞)은 대구광역시 달서구의 법정동이다.
달서구청의 소재지며, 구청은 월성2동에 있다.
본래 월성1동은 월배1동, 월성2동은 월배6동이었다가 1996년에 개칭했다.

## 주요 시설

### 아파트
| 단지명                     | 건설사              | 시행사                 | 주소                           | 주소   | 입주        | 비고 |
| -------------------------- | ------------------- | ---------------------- | ------------------------------ | ------ | ----------- | ---- |
| 월성자이                   | 지에스건설㈜        | 세븐디벨로프㈜         | 달서구 조암남로10길 21         | 월성동 | 2006년 11월 |      |
| e편한세상 월성             | ㈜삼호              | ㈜천황건설             | 달서구 조암남로 10             | 월성동 | 2009년 10월 |      |
| 월성 코오롱하늘채          | 코오롱글로벌        | 민주산업개발㈜         | 달서구 조암남로16길 19 (1단지) | 월성동 | 2007년 3월  |      |
| 월성 코오롱하늘채          | 코오롱글로벌        | 민주산업개발㈜         | 달서구 조암남로16길 20 (2단지) | 월성동 | 2007년 3월  |      |
| 월성 태왕아너스            | ㈜태왕              | ㈜태왕                 | 달서구 조암남로 24             | 월성동 | 2007년 1월  |      |
| 월성 래미안                | 삼성물산㈜ 건설부문 | ㈜리오에셋             | 달서구 상원로 143              | 월성동 | 2006년 5월  |      |
| 월성 월드메르디앙          | 월드건설㈜          | ㈜월드에이치엔씨       | 달서구 조암로6길 19            | 월성동 | 2009년 6월  |      |
| 월성 푸르지오              | 대우건설            | ㈜성원디앤씨           | 달서구 조암로6길 20            | 월성동 | 2008년 8월  |      |
| 월성 삼정그린코아 카운티   | 삼정기업㈜          | 삼정이앤씨             | 달서구 월암로 8                | 월성동 | 2022년 4월  |      |
| 월성 삼정그린코아 에듀파크 | 삼정기업㈜          | 월성7지구 지역주택조합 | 달서구 월성로 100              | 월성동 | 2022년 6월  |      |
| 월배 삼정그린코아 포레스트 | 삼정기업㈜          | ㈜에이치비산업개발     | 달서구 조암남로32길 40         | 대천동 | 2021년 11월 |      |
| 이안 월배                  | 대우산업개발        | ㈜전진종합개발         | 달서구 조암남로 116            | 대천동 | 2009년 11월 |      |
| 대구 월배 태영데시앙       | 태영건설            | 한국토지신탁           | 달서구 조암남로 123            | 대천동 | 2009년 2월  |      |
| 힐스테이트 월배            | 현대건설            | ㈜우인스페이스         | 달서구 조암남로 132            | 대천동 | 2008년 7월  |      |

### 교육
- 대구감천초등학교
- 대구월성초등학교
- 대구신월초등학교
- 대구송일초등학교
- 대구월암초등학교
- 대구학산초등학교
- 대구한샘초등학교
- 대구조암초등학교
- 월암중학교
- 월서중학교
- 학산중학교
- 대건중학교
- 조암중학교
- 효성중학교
- 효성여자고등학교
- 대건고등학교

### 공공기관
- 달서구청
- 대구달서경찰서
- 대구달서소방서
- 대구공공시설관리공단
- 대구광역시 도시관리본부
- 한국지역난방공사 대구지사

## 유통
- 이마트 월배점

## 유적
- 대천동 선사유적지
- 달서선사관